# Pilopogon atratus
Pilopogon atratus là một loài Rêu trong họ Dicranaceae. Loài này được (Broth.) Broth. miêu tả khoa học đầu tiên năm 1901.